# Soglio, Piemonte
Soglio är en ort och kommun i provinsen Asti i regionen Piemonte i Italien. Kommunen hade 146 invånare (2018).